# Taenioides kentalleni
A Taenioides kentalleni a csontos halak (Osteichthyes) főosztályának a sugarasúszójú halak (Actinopterygii) osztályába, ezen belül a sügéralakúak (Perciformes) rendjébe, a gébfélék (Gobiidae) családjába és az Amblyopinae alcsaládjába tartozó faj.

## Előfordulása
A Taenioides kentalleni előfordulási területe az Indiai-óceán északnyugati részén van, Szaúd-Arábia közelében.

## Megjelenése
Ez a hal legfeljebb 19,8 centiméter hosszú. 45 csigolyája van. Teste hosszú és karcsú. A második húszó és a has alatti úszó feketén szegélyezett. Farokúszója majdnem teljesen fekete. Szája nagy. Fejének oldalain 5 pár rövid bajuszszál látható. Szemei kezdetlegesek és bőr fedi őket. Hátúszói tüskések.

## Életmódja
A Taenioides kentalleni trópusi gébféle, amely a tengerfenék közelében él.